# 聖明 (陳瞻)
聖明（せいめい）は、南北朝時代の北魏で涇州（現在の甘粛省涇川県）屠各族の指導者陳瞻が建てた私年号。506年

## 西暦との対照表
| 聖明 | 元年  |
| 西暦 | 506年 |
| 干支 | 丙戌  |